# دراغان غلوغوفاك
دراغان غلوغوفاك هو لاعب كرة قدم صربي في مركز الوسط، ولد في 27 أكتوبر 1967 في Bileća ‏ في البوسنة والهرسك. لعب مع راد بيوغراد ورويال أنتويرب وشاندونغ لونينغ وفيليز موستار ونادي أبولون سميرني ونادي خيتافي.

## وصلات خارجية
- دراغان غلوغوفاك على موقع قاعدة بيانات كرة القدم.إي يو (الإنجليزية)
- دراغان غلوغوفاك على موقع عالم كرة القدم.نت (الإنجليزية)